# Rychlobruslení na Zimních olympijských hrách 2018 – 3000 metrů ženy
Závod na 3000 metrů žen na Zimních olympijských hrách 2018 se konal v hale Gangneung Oval v Kangnungu dne 10. února 2018. Jednalo se tak o první rychlobruslařský závod na ZOH 2018.
Závod vyhrála Nizozemka Carlijn Achtereekteová, pro kterou to byla první olympijská medaile v kariéře, následovaná krajankami Ireen Wüstovou (obhájkyně zlata ze Soči 2014) a Antoinette de Jongovou. Češka Martina Sáblíková skončila na čtvrtém místě, Nikola Zdráhalová byla patnáctá.

## Rekordy
Před závodem měly rekordy následující hodnoty:
| Světový rekord    | Cindy Klassenová     | 3:53,34 | Olympic Oval, Calgary             | 18. března 2006 |
| Olympijský rekord | Claudia Pechsteinová | 3:57,70 | Utah Olympic Oval, Salt Lake City | 10. února 2002  |
| Rekord dráhy      | Ireen Wüstová        | 3:59,05 |                                   | 9. února 2017   |

## Výsledky
| Pořadí           | Dvojice | Dráha | Jméno                         | Země                         | Čas     | Ztráta |
| ---------------- | ------- | ----- | ----------------------------- | ---------------------------- | ------- | ------ |
| Zlatá medaile    | 5       | I     | Carlijn Achtereekteová        | Nizozemsko                   | 3:59,21 | 0,00   |
| Stříbrná medaile | 9       | I     | Ireen Wüstová                 | Nizozemsko                   | 3:59,29 | +0,08  |
| Bronzová medaile | 11      | O     | Antoinette de Jongová         | Nizozemsko                   | 4:00,02 | +0,81  |
| 4.               | 12      | O     | Martina Sáblíková             | Česko                        | 4:00,54 | +1,33  |
| 5.               | 11      | I     | Miho Takagiová                | Japonsko                     | 4:01,35 | +2,14  |
| 6.               | 10      | I     | Ivanie Blondinová             | Kanada                       | 4:04,14 | +4,93  |
| 7.               | 9       | O     | Isabelle Weidemannová         | Kanada                       | 4:04,26 | +5,05  |
| 8.               | 3       | O     | Ajano Satóová                 | Japonsko                     | 4:04,35 | +5,14  |
| 9.               | 10      | O     | Claudia Pechsteinová          | Německo                      | 4:04,49 | +5,28  |
| 10.              | 12      | I     | Natalja Voroninová            | Olympijští sportovci z Ruska | 4:05,85 | +6,64  |
| 11.              | 8       | O     | Marina Zujevová               | Bělorusko                    | 4:05,96 | +6,75  |
| 12.              | 1       | I     | Ida Njåtunová                 | Norsko                       | 4:06,67 | +7,46  |
| 13.              | 6       | I     | Francesca Lollobrigidová      | Itálie                       | 4:08,58 | +9,37  |
| 14.              | 3       | I     | Luiza Złotkowská              | Polsko                       | 4:09,69 | +10,48 |
| 15.              | 2       | O     | Nikola Zdráhalová             | Česko                        | 4:11,36 | +12,15 |
| 16.              | 5       | O     | Karolina Bosieková            | Polsko                       | 4:12,44 | +13,23 |
| 17.              | 4       | O     | Katarzyna Bachledová-Curuśová | Polsko                       | 4:12,57 | +13,36 |
| 18.              | 1       | O     | Kim Po-rum                    | Jižní Korea                  | 4:12,79 | +13,58 |
| 19.              | 8       | I     | Ajaka Kikučiová               | Japonsko                     | 4:13,25 | +14,04 |
| 20.              | 7       | O     | Brianne Tuttová               | Kanada                       | 4:13,70 | +14,49 |
| 21.              | 6       | O     | Chao Ťia-čchen                | Čína                         | 4:15,56 | +16,35 |
| 22.              | 7       | I     | Carlijn Schoutensová          | Spojené státy americké       | 4:15,60 | +16,39 |
| 23.              | 4       | I     | Roxanne Dufterová             | Německo                      | 4:16,87 | +17,66 |
| 24.              | 2       | I     | Liou Ťing                     | Čína                         | 4:20,95 | +21,74 |

### Mezičasy medailistek
| Jméno                  | Země       | 200 m         | 600 m         | 1000 m          | 1400 m          | 1800 m          | 2200 m          | 2600 m          | Cíl             |
| ---------------------- | ---------- | ------------- | ------------- | --------------- | --------------- | --------------- | --------------- | --------------- | --------------- |
| Carlijn Achtereekteová | Nizozemsko | 19,59 (+0,13) | 49,88 (+0,40) | 1:20,22 (+0,66) | 1:51,37 (+1,06) | 2:22,75 (+1,33) | 2:54,49 (+1,51) | 3:26,69 (+1,04) | 3:59,21 (0,00)  |
| Ireen Wüstová          | Nizozemsko | 19,46 (0,00)  | 49,48 (0,00)  | 1:19,56 (0,00)  | 1:50,31 (0,00)  | 2:21,42 (0,00)  | 2:52,98 (0,00)  | 3:25,65 (0,00)  | 3:59,29 (+0,08) |
| Antoinette de Jongová  | Nizozemsko | 20,00 (+0,54) | 50,16 (+0,68) | 1:20,91 (+1,35) | 1:51,98 (+1,67) | 2:23,61 (+2,19) | 2:55,39 (+2,41) | 3:27,44 (+1,79) | 4:00,02 (+0,81) |